# Cmentarz wojenny nr 104 – Strzeszyn-Wilczak
Cmentarz wojenny nr 104 – Strzeszyn-Wilczak – żołnierskie miejsce pochówku z czasów I wojny światowej zlokalizowane w Strzeszynie. 

## Opis
Znajduje się on w pobliżu linii kolejowej, lecz położenie nad skarpą powoduje, że przejeżdżając pociągiem można zobaczyć tylko niewielką część ogrodzenia.
Na cmentarzu znajduje się 5 grobów pojedynczych, 5 rzędowych i 3 masowe. Spoczywa w nich 11 żołnierzy armii austro-węgierskiej (ośmiu znanych żołnierzy ma polskie nazwiska) i 22 z armii rosyjskiej.
Cmentarz zaprojektował Hans Mayr. Otaczał go mur i drewniany płot, posiadał także drewnianą furtkę. Obecnie w miejscu drewnianego ogrodzenia jest, znajdujący się w złym stanie, metalowy płot drabinkowy. Zarys grobów jest w większości pozacierany, choć kilka nagrobków się zachowało. Jeszcze niedawno na terenie obiektu były krzyże łacińskie oraz lotaryńskie. Jednak zostały one skradzione i najprawdopodobniej sprzedane na złom.

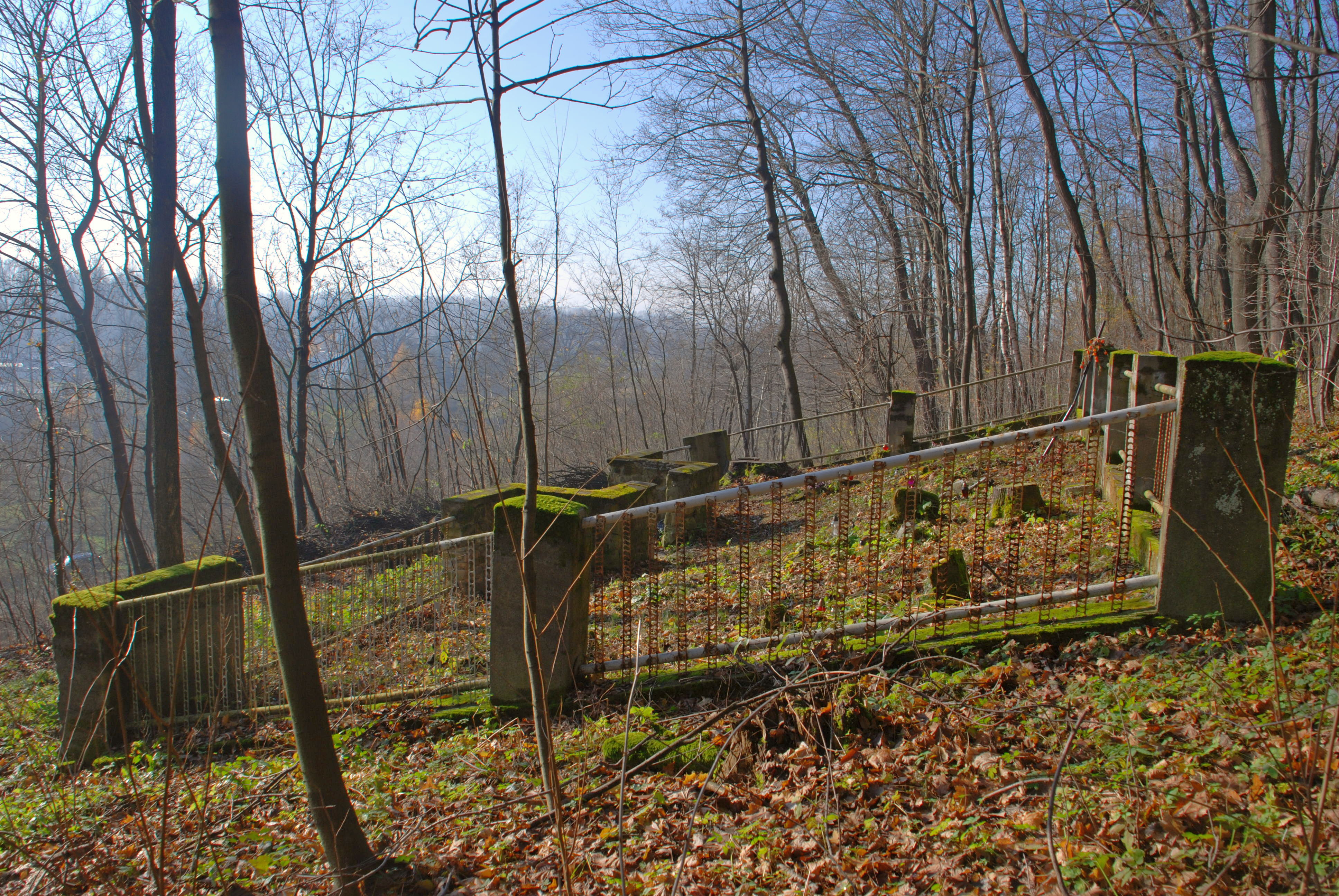
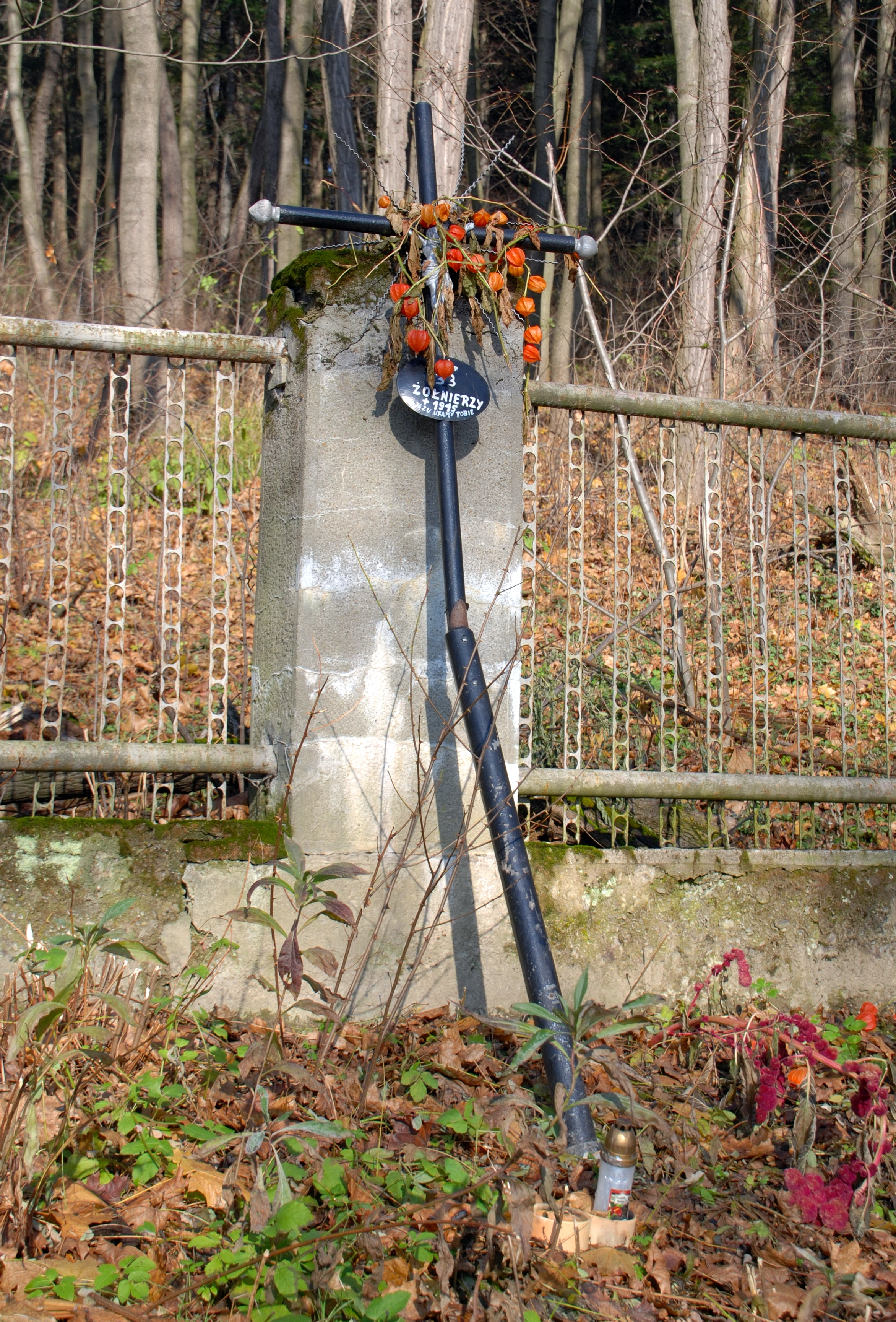
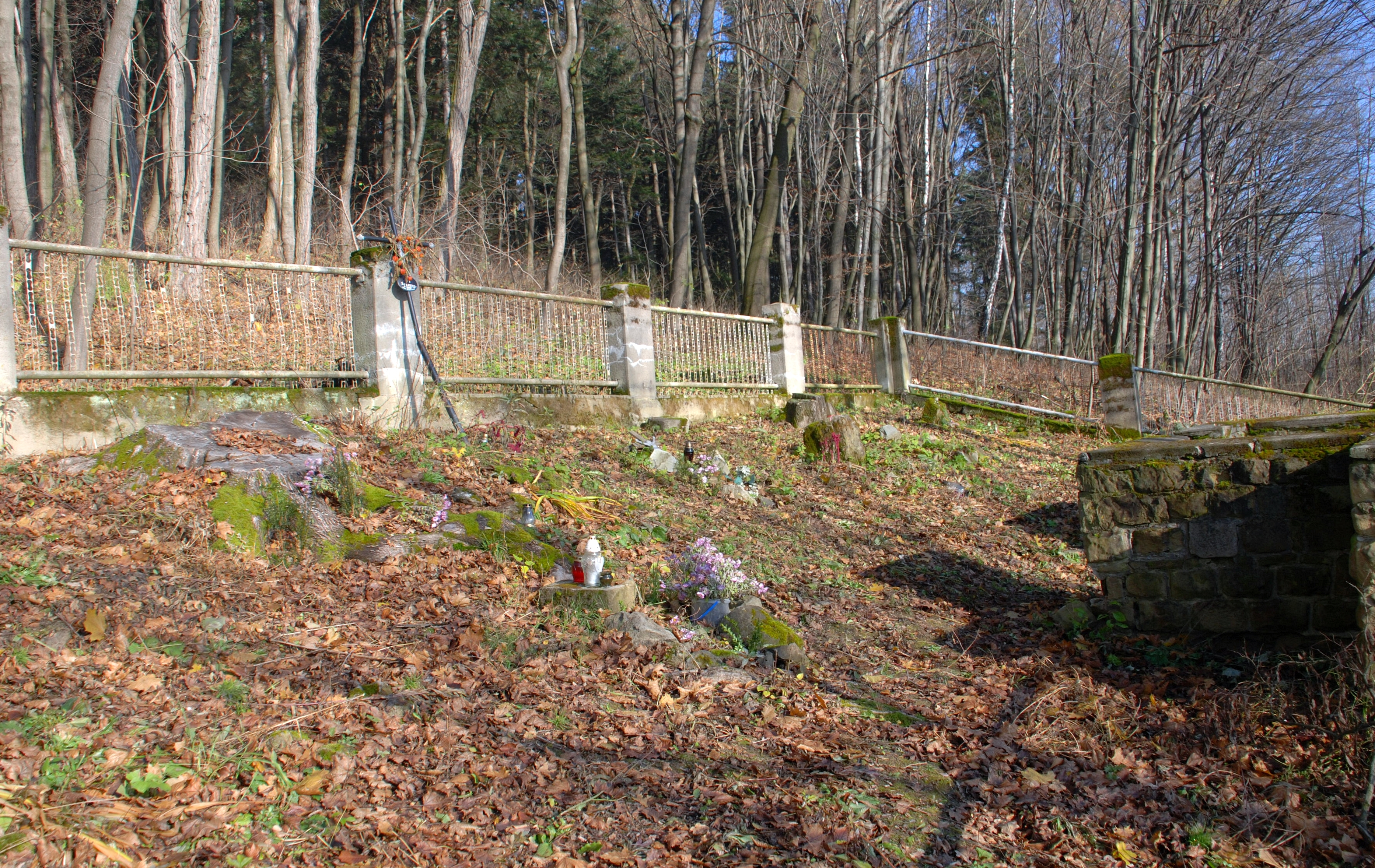

### Wykaz żołnierzy spoczywających na cmentarzu wojskowym nr 104
UWAGA: Imiona i nazwiska są zniemczone. Zapisano je tu tak, jak na grobach.

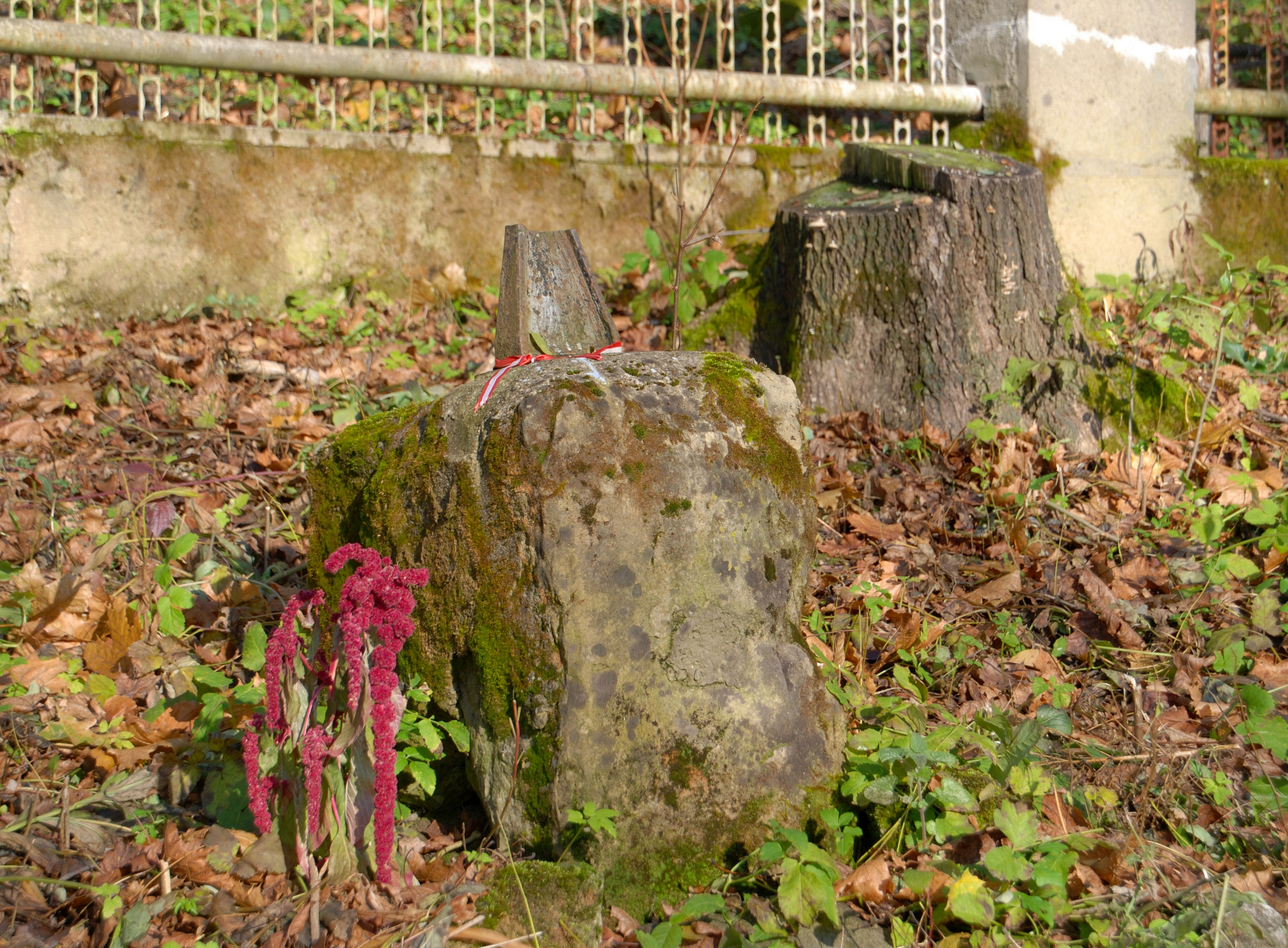
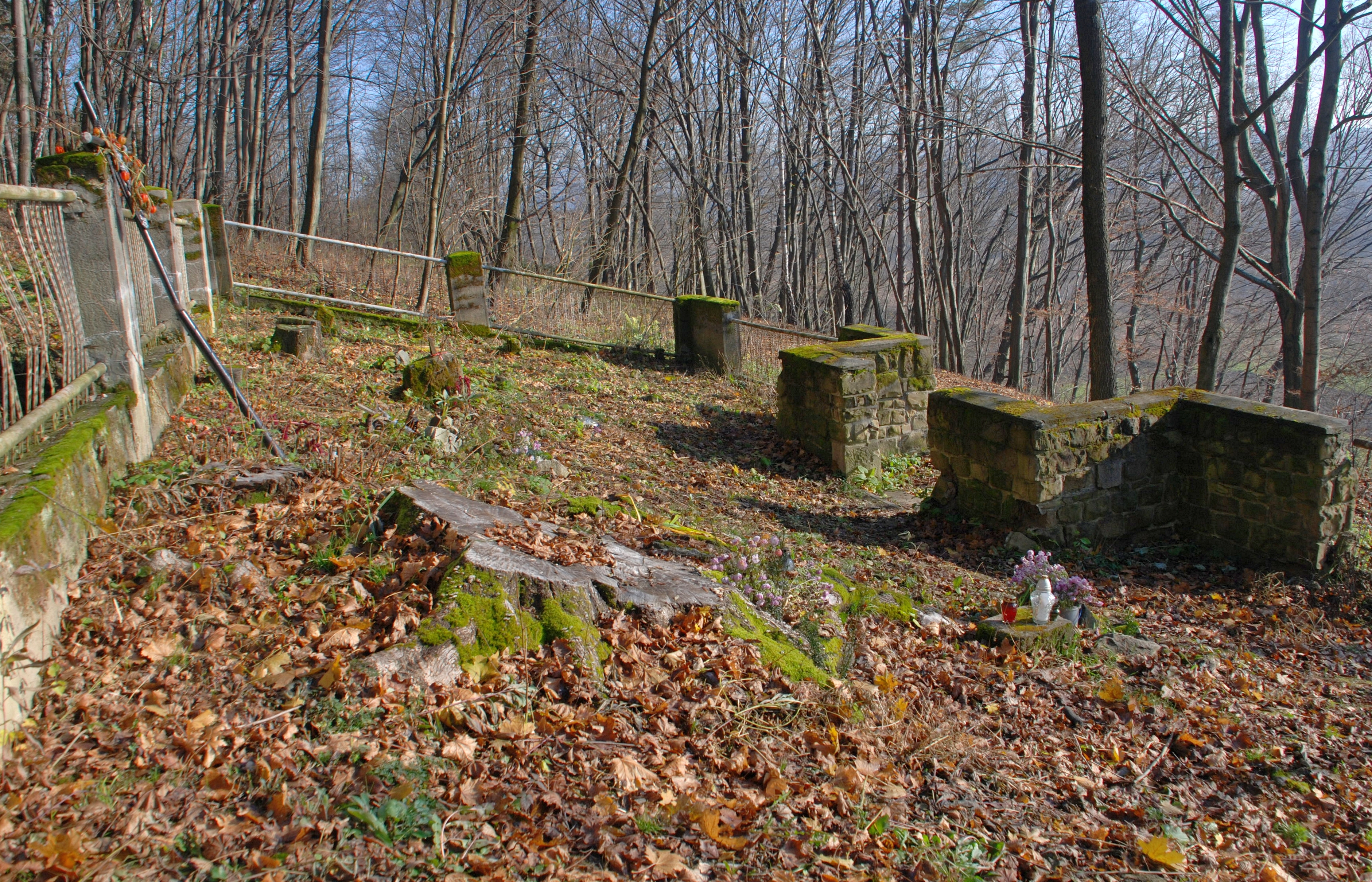
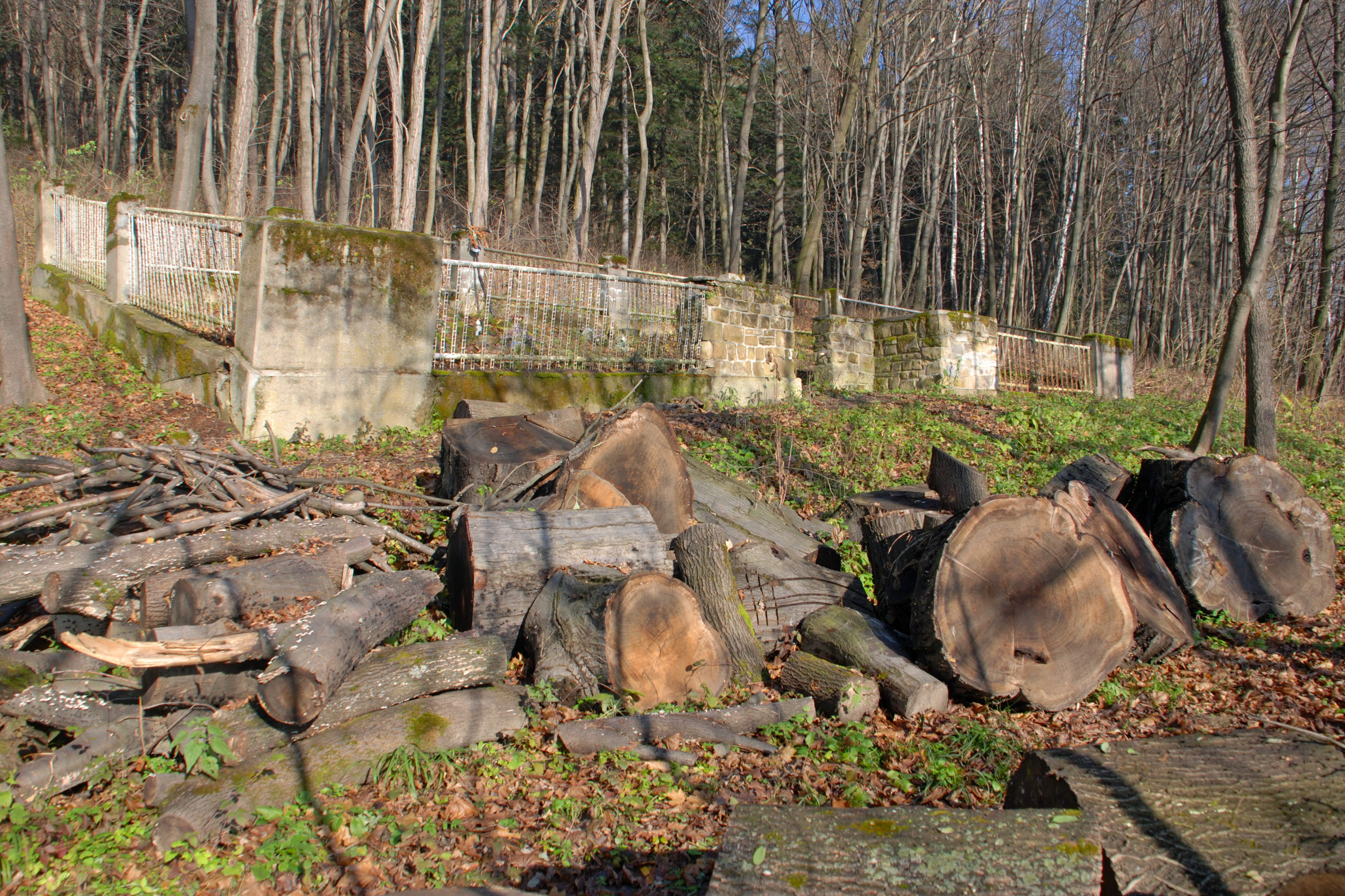

- armia austro-węgierska
  - Andreas Raczka
  - Paul Chomik
  - Adalbert Pietka
  - Stanislaus Zając
  - Franz Ramian
  - Franz Padlo
  - Anton Liszek
  - Anton Turaj
  - 3 NN
- armia rosyjska
  - 22 NN